# Rádio Mama
Rádio Mama byla zábavná tvůrčí skupina Českého rozhlasu (1991–1996), která parodovala stereotypy rozhlasového vysílání a satiricky reflektovala společenské problémy. Mezi jeho hlavní rysy patřila kreativita, spontaneita, improvizace a humor. 

## Historie
Skupinu založil rozhlasový dramaturg Dušan Všelicha a herec Jaroslav Dušek. Jejich záměrem bylo rádio, které bude využívat kontaktu s posluchači, zapojí je do tvorby pořadu (přímo ve vysílání). Vytvořili skupinu moderátorů, kteří začali na první soukromé stanici v ČR Hallo, World [zdroj?]. Vysílali tam 12 dní. Poté přešli do Českého rozhlasu, kde vysílali na stanici Rádio Mikrofórum. V roce 1993 Rádio Mama přešlo na stanici ČRo 2 – Praha a jeho pořady se staly základními kameny nového odpoledního vysílání.
V létě 2025 nabídl Český rozhlas několik desítek dílů pořadu k poslechu v rámci internetového speciálu Léto s Rádiem Mama.

## Humor
Hlavním cílem skupiny bylo bavit, sebe i posluchače. Pořady ale zároveň reflektovaly společenské vztahy i situaci uvnitř Českého rozhlasu. Rozvíjeli recesi, mystifikaci, satiru, zejména pak parodii. Humor Rádia Mama byl vážně-nevážný, mísil nadsázku s upřímností a vymykal se (sebe)ironií i černými prvky. 

## Kontroverze
Skupina se odlišovala svým stylem i zevnějškem moderátorů. Měla své skalní fanoušky, ale i zaryté odpůrce. Kritizovali ji konzervativnější posluchači i někteří zaměstnanci rozhlasu. Kritika se sbíhala u šéfredaktora stanice Libora Vacka, generálního ředitele Vlastimila Ježka i u rozhlasové Rady. Napětí nakonec vyústilo k výrazné změně odpoledního schématu a posléze k odchodu většiny členů do Rádia Limonádový Joe.

## Členové
V Rádiu Mama se učili improvizaci studentka Renata Pařezová (od té doby pod pseudonymem Ester Kočičková), právník Jiří Macháček, frontman kapely Vltava Robert Nebřenský nebo tanečnice Zorita Azrak.
Vážnější pořady vytvářel zejména básník Radomil Uhlíř a dramatik Přemysl Rut. Název skupině vymyslela členka Marie Třešňáková. Významní byli i zvukoví mistři, zejména Hynek Nováček a Lubomír Chmelař. 

## Pořady
- Co je to - to to? – soutěžní pořad Lumíra Tučka
- Do záňadří – Pjér la Šé'z zpovídá například filozofa Milana Machovce, který uvažuje o ňadru
- Držíte nám palce – páteční pořad před půlnocí založený na názorech posluchačů, legendární a kontroverzní je díl Hurdové, kde J. Dušek vypráví pohádku o zlém Hurdovi plnou funkčních vulgarismů
- Gramofon, který ztratil ponožku – s podtitulem „Kabaret z nesmyslů připravuje jejich sběratelka Lenka Vychodilová“
- Hudební kotlík – kde se pod vedením R. Uhlíře dle jeho slov „filozoficky mudrovalo nad otázkami trampingu“
- Přepadení – nejslavnější pořad, první telefonický mystifikace v českém éteru, autorsky ji připravoval J. Macháček
- Kamenná školka – experiment studentů sdružených v Divadelním studiu ČRo
- Nekonečný seriál Rádia Mama – improvizovaný seriál, který neměl téma
- Nomen Omen – pořad o vztahu lidí ke svému jménu (Nina Rutová, Eva Ocisková)
- Vtip v původním znění – J. Dušek a R. Uhlíř pouští vtipy ve švédštině, čínštině a mongolštině, aby posluchači luštili
- Za mozkem – autorský pořad J. Duška, do kterého zapojil své studenty - s parodickými rubrikami Host do mozku, Za mozkem do kultury
- Vizity – v produkci Rádia Mama se vysílaly i záznamy improvizaci Duškova divadla Vizita[13]

### Přepadení
Dvacetiminutová show využívající mystifikaci po telefonu. Dramaturg Dušan Všelicha vzpomíná, že nápad vznikl díky jedné z mnoha porevolučních návštěv ze západních rádií, kde byl koncept běžný. Moderátoři Radia Mama ho ale rozvinuli. Zapojili moment překvapení adresáta do příběhu, který se odvíjel částečně improvizovaně. Vznikl dramatický rozhlasový útvar, který těžil z nápadů J. Macháčka (často pod přezdívkou Viněta), J. Duška, Pjér la Šé'ze či Marie Třešňákové. Zároveň pracoval s hudbou i uměle vytvořenými znělkami jako obsahovými prvky.
Původní záměr byl bavit, zapojit volané do hry a společně ji rozvíjet. Rozvinul se ale v dokument společenských vztahů, (ne)profesionality nově vznikajících firem a někdy i v investigativní test charakteru zaměstnanců a lidí různorodých profesí. Některé díly provokovaly volané až ke vzteku a sami autoři přiznávají, že se někdy dotýkaly hranice vkusu či etiky. Takové nápady Přepadení se stávaly terčem kritiky konzervativnějších posluchačů, zatímco jiní na ně nedali dopustit. V ojedinělých případech stanice ČRo 2 – Praha pořady nevysílala.   
Další díly Přepadení
- Baby free
- Člověk málem nedutá
- Dajrit zurut
- Dobrá věc se podařila
- Dohořávky
- Ekoekl
- Eskymáci
- Hory doly consulting
- Jitka
- Koňský voči
- Kouzelná karta
- Neuhlídané děti
- Otevřená hudba
- Pohřeb shozem
- Proč bychom se netěšili
- Řidič, ten tvrdej chleba má
- Sedmý světadíl
- Sorry
- Ten umí to a ten zas tohle
- Tramvajenka ing. Bendy
- Už dotroubil - Jeleni
- Velký boj
- Vládu si osladím

## Ocenění
Členové Rádia Mama získali během let 1993-1995 řadu cen na Prix Bohemia Radio. Jiří Macháček tam obdržel čestné uznání za hledání nových forem rozhlasové zábavy v pořadu Přepadení (za díly Na židovské svatbě a Agentura Šok). Záznam představení Vizity Další nekonečný svět navíc získal stříbro na prestižním mezinárodním festivalu Prix Futura. 